# Yassin Maouche
Yassin Maouche (sinh ngày 23 tháng 7 năm 1997) là một cầu thủ bóng đá người Pháp thi đấu ở vị trí tiền vệ cho FC Zürich tại Giải bóng đá vô địch quốc gia Thụy Sĩ.

## Sự nghiệp chuyên nghiệp
Sau mùa giải ra mắt kì vọng với Servette FC tại Swiss Challenge League, Maoucanh ký bản hợp đồng chuyên nghiệp đầu tiên cùng với FC Zürich vào ngày 6 tháng 7 năm 2017. Maoucanh có màn ra mắt cho FCZ trong chiến thắng 2-0 tại Giải bóng đá vô địch quốc gia Thụy Sĩ trước FC Sion ngày 10 tháng 8 năm 2017.

## Đời sống cá nhân
Maouche sinh ra ở Pháp và có gốc Algérie. Anh trai của anh, Mohamed Maouche cũng là một cầu thủ bóng đá.